# Meerweg
Der Meerweg war ein 288 km langer Radweg vom Steinhuder Meer bis zum Jadebusen nach Wilhelmshaven. Er verband somit die drei niedersächsischen „Meere“ Steinhuder Meer, Dümmer und Zwischenahner Meer mit der Nordsee.
Seit 2015 wird der Meerweg nicht mehr unterhalten; die Beschilderung wurde entfernt.
Die Strecke war in fünf (Tages-)Etappen unterteilt.
- 1. Etappe: Naturpark Steinhuder Meer bis zum Großen Moor
- 2. Etappe: Naturpark Dümmer
- 3. Etappe: Diepholzer Moor – Naturpark Wildeshauser Geest
- 4. Etappe:   Oldenburg – Zwischenahner Meer
- 5. Etappe:  Ammerland – Wilhelmshaven

Die Strecke war in beiden Richtungen gut ausgeschildert und stellt geringe Ansprüche an die körperliche Fitness.